# Тринчи, Тринча II
Тринча II Тринчи (итал. Trincia II Trinci; убит 18 сентября 1377) — итальянский кондотьер, сеньор Фолиньо с 1353 года.
Сын Уголино Тринчи.
С 1353 года, после смерти отца — гонфалоньер юстиции, капитан народа, апостолический викарий Фолиньо. Позже все эти должности подтвердил кардинал Хиль Альборнос — папский легат.
С 1371 года — апостолический викарий Беваньи, командующий папской армией, гонфалоньер герцогства Сполето.
Был женат на Джакоме д’Эсте, дочери сеньора Феррары Никколо I д’Эсте. Четверо детей: Уголино, Онофрио, Контесса и Марина.
Убит 18 сентября 1377 года во время восстания, организованного гибеллинами под предводительством Коррадино и Наполеоне Бранкалеони. В декабре того же года произошло новое народное восстание, в ходе которого брат Тринча II Коррадо восстановил в городе власть рода Тринчи.